# نادي كرة قدم الصالات ببوجعفر
نادي كرة قدم الصالات ببوجعفر هو نادي تونسي لكرة قدم الصالات.

## الألقاب
الرابطة التونسية للكرة الخماسية
- البطل (4): 2007، 2008، 2014، 2017. [بحاجة لمصدر]

كأس كرة القدم الخماسية
- البطل (3): 2007، 2008، 2014، 2017. [بحاجة لمصدر]
- الوصيف (1): 2010.[بحاجة لمصدر]